# 亜リン酸ジイソプロピル
亜リン酸ジイソプロピル（英語: diisopropylphosphite）は、化学式が (i-PrO)2P(O)H (i-Pr = CH(CH3)2) の有機リン化合物である。分子は四面体形分子構造をとる。無色の粘性のある液体。三塩化リンをイソプロパノールで処理することで合成できる。